# Долинск (Оренбургская область)
Долинск —поселок в Красногвардейском районе Оренбургской области. Входит в состав Токского сельсовета.

## География
Находится на расстоянии менее 3 километров на запад от районного центра села Плешаново.

## Население
Население составляло 516 человек в 2002 году (русские 63%), 434 по переписи 2010 года. Проживают башкиры.

## История
Основан немцами-меннонитами в 1891-1892 годах.